# Lizerius intermedius
Lizerius intermedius är en insektsart som beskrevs av Quednau 1974. Lizerius intermedius ingår i släktet Lizerius och familjen långrörsbladlöss. Inga underarter finns listade i Catalogue of Life.